# Сен-Сорнен (Приморская Шаранта)
Сен-Сорне́н (фр. Saint-Sornin) — коммуна во Франции, находится в регионе Пуату — Шаранта. Департамент коммуны — Шаранта Приморская. Входит в состав кантона Марен. Округ коммуны — Рошфор.
Код INSEE коммуны — 17406.

## Население
Население коммуны на 2010 год составляло 296 человек.
| 1962 | 1968 | 1975 | 1982 | 1990 | 1999 | 2010 |
| ---- | ---- | ---- | ---- | ---- | ---- | ---- |
| 348  | 316  | 344  | 310  | 322  | 327  | 296  |